# 亞當·奈韋爾
亞當·奈韋爾（英語：Adam Nevill，1969年—）是英國一名恐怖小說作家，因其作品《儀式》獲獎而知名。亞當出生於英國伯明翰，童年時分別在英國與紐西蘭度過，成年後於聖安德魯大學得到創意寫作學位，畢業後即投身寫作，起初曾寫作情色小說，後來才主攻恐怖小說。至2014年，共出版了五本小說。